# Moser Schaffhausen AG
Moser Schaffhausen AG ili više poznato pod  H. Moser & Cie je švicarska manufaktura koja proizvodi luksuzne satove u Neuhausenu. 

## Povijest
- 2002. osnovana od praunuka Heinicha Mosera, Roger Nicholas Balsiger i Jürgen R. Langea.

## Vanjske poveznice
- www.h-moser.com